# Metalucifer
Metalucifer est un groupe japonais de heavy metal, originaire de Kuwana, dans la préfecture de Mie.

## Histoire
Gezol forme le groupe en 1995 à Kuwana, au Japon, avec son collègue Elizaveat (ex-Sabbat, groupe japonais) et son frère Elizabagore du groupe Gore. Le nom vient de la chanson Metalucifer et Evilucifer de Sabbat. Quelques EP sortent d'abord dans l'espace asiatique, jusqu'à ce que finalement l'EP Heavy Metal Hunter soit également publié en Europe en version strictement limitée. Le premier album Heavy Metal Drill suit en 1996 et est réédité par Iron Pegasus Records en Allemagne avec une pochette différente et une liste de titres légèrement modifiée (Bloody Countess est remplacé par une version inédite de Monsters of the Earth). Grâce à cette publication, le groupe atteint également une certaine notoriété en Europe. Au début, aucun concert n'est prévu, mais en 2000, une tournée a lieu en Allemagne ; les frais de déplacement étant trop élevés pour les autres membres du groupe, Gezol tourne avec Tormentor de Desaster à la batterie et Blumi de Metal Inquisitor à la guitare.
En 2000, le single Warriors Again / Soul of Warriors sort, sur lequel Bill Andrews (ex-Death, ex-Massacre) joue de la batterie. En 2001, l'album Heavy Metal Chainsaw sort, en tant que projet commun des formations allemande et japonaise. En 2002, le groupe se produit en concert au Wacken Open Air. Au printemps 2009, le troisième album studio Heavy Metal Bulldozer sort en trois versions différentes (avec une formation japonaise en anglais et en japonais, avec une formation allemande en anglais et une liste de titres modifiée). En 2022, le groupe sort l'EP Heavy Metal Ninja,.

## Discographie

### Albums studio
- 1996 : Heavy Metal Drill
- 2001 : Heavy Metal Chainsaw
- 2009 : Heavy Metal Bulldozer
- 2016 : Heavy Metal Bulldozer (Japanese Samurai)

### Singles et EP
- 1996 : Heavy Metal Hunter
- 2000 : Warriors Again / Soul of Warriors
- 2001 : Warriors Ride on Chariots
- 2005 : Shachahico Attack
- 2008 : Bolivian Demonslaught (split avec Sabbat)
- 2009 : Evil Dream/Asian Tyrants (split avec Sabbat)

### Albums live
- 2002 : Live Drilling 2000 (The Official Bootleg)
- 2003 : Heavy Metal Genocide (Live in Japan 2002)
- 2003 : Live Elizaveat
- 2003 : Live Audiopain
- 2005 : Heavy Metal NarokOsaka Chainsaw Massacre
- 2024 : Live Gezolucifer
- 2024 : Live at Thrash Nightmare Vol. 10

### Apparitions
- 2006 : Heavy Metal Hunting 1995–2005

### Vidéos
- 2006 : Metalucifer in U.S.A. 2003